# Todos a Cubierta (película de 1955)
Todos a Cubierta es una película musical americana de 1955 dirigida por Roy Rowland y protagonizada por Jane Powell, Tony Martin, Debbie Reynolds, Walter Pidgeon, Vic Damone, Gen Raymond, Ann Miller, y Russ Tamblyn. Está basada en el musical de escenario del mismo nombre  - que a su vez se basó en la exitosa obra Shore Leave de Hubert Osborne - y fue rodada enCinemaScope. Aunque la película incluía algunas canciones del musical, la trama era diferente.  Los estándares de la película incluyen "Sometimes I'm Happy", "I Know that You Know", y "Hallelujah".

## Trama
Durante la "Operación Helado" en una reserva de la Marina de los EE. UU. en el Ártico, los compañeros Danny Xavier Smith y Rico Ferrari son eximidos de una lección de natación en el agua helada cuando su amigo, el contramaestre jefe William F. Clark, los recluta para hacer un pastel de cumpleaños para el comandante. Bill explica que un avión lleno de reemplazos está por llegar, y si impresionan al comandante con el pastel, pueden ser seleccionados para volver a casa. Cuando Bill los deja en la cocina, Danny y Rico admiten que ninguno de los dos sabe cómo hornear, y se les ocurre la idea de hacer agujeros en el intento fallido de otro marinero de hacer un pastel, llenar los agujeros con ron, y luego aderezarlo todo con velas y glaseado. El comandante está encantado, pero el pastel se quema cuando sopla las velas, y los tres amigos se ven transferidos a la "Operación Pastel de Barro" en un pantano infestado de serpientes.
Más tarde, en una orilla de dos días deja en San Francisco, Bill va al cabaret donde su Jengibre de prometida es el intérprete de estrella . Jengibre, quién es enojado sobre su compromiso de seis años, dice Enuncia que  ha encontrado alguien más y roturas arriba con él. Entretanto, Rico va para ver su madre viuda, quién está entreteniendo su pretendiente, florista Señor Peroni. Después de que Rico hojas, Peroni, quién había sido dirigido para creer que Rico tenía sólo nueve años, miradas en Señora Ferrari con ojos nuevos, y ellos pelea. Danny, entretanto, va para ver su padre, Contralmirante Daniel Xavier Smith, uno de una línea larga de almirantes en la familia. Las hojas de almirante para un fuera-de-reunión de ciudad, y Danny tiene un joyful reencuentro con su hermana más vieja Susan, quién le dice  está datando actor Wendell Craig y podría conseguir una parte en su espectáculo nuevo.
Después de que Susan se vaya en su cita, Danny va al teatro donde se está ensayando el espectáculo de Wendell, Todos a Cubierta, y se siente inmediatamente atraído por la bailarina Carol Pace. Sin embargo, cuando Carol menciona la reputación de Wendell como mujeriego, Danny se preocupa por la seguridad de su hermana. Mientras tanto, Bill regresa al club nocturno y le pregunta celosamente a Ginger sobre su nuevo novio, pero aun así se niega a fijar una fecha de boda. Más tarde, en la suite del hotel de Wendell, Susan canta para él, y el lujurioso actor acaba de empezar a hacer su jugada cuando Danny y sus amigos irrumpen. Mientras Danny y Bill se pelean con Wendell, Rico escolta a la fuerza a Susan a su casa, y se encuentra enamorándose de ella. Susan se escapa y regresa al hotel, y cuando la patrulla costera aparece para investigar el incidente, Wendell dice que quiere presentar cargos. Alarmada por la situación de su hermano, Susan se escabulle y, al encontrarse con Rico en el pasillo, le dice que deben advertir a Danny y a Bill.
Los dos hombres de la patrulla costera van al club nocturno e interrogan a Ginger, pero ella no les dice nada sobre el paradero de Bill. Mientras tanto, los marineros, Susan y Carol se reúnen en el apartamento de la Sra. Ferrari, y ella los anima con vino y canciones. Más tarde, el almirante regresa a casa temprano, y se entera por la patrulla costera que Danny está en problemas. A la mañana siguiente, la patrulla de tierra regresa al apartamento de la Sra. Ferrari, pero ella los retrasa mientras los marineros se escabullen y se refugian en la floristería de Peroni. Para poner celoso a Peroni, Rico hace que Bill se haga pasar por el nuevo pretendiente de la Sra. Ferrari y le envía rosas. Peroni entrega las flores él mismo, y le pide a la Sra. Ferrari que se case con él, lo que ella acepta felizmente.
Bill luego llama a Ginger y finalmente le propone matrimonio. Esa noche, poco antes de la apertura de Todos a Cubierta, Wendell intenta cubrir sus moretones con maquillaje, cuando Susan aparece y le pide que retire los cargos. Wendell accede, con la condición de que los marineros se disculpen en persona, y mientras Susan va felizmente a buscarlos, Wendell coge el teléfono. Justo antes del telón, Susan lleva a los compañeros al camerino de Wendell, donde encuentran a la patrulla de tierra esperando. Los hombres huyen, mezclándose con los miembros del coro en trajes de marinero, mientras el almirante y su ayudante, el teniente Jackson, observan asombrados a la audiencia. Una melé estalla después del número de apertura, y Susan golpea furiosamente a Wendell. Los marineros son capturados y llevados ante el almirante, quien los viste con severidad, hasta que se entera de que la joven cuyo honor estaban luchando por proteger es Susan.
Después de que el almirante se va, la Sra. Ferrari irrumpe, seguida de Carol y Ginger, y las mujeres insisten en contarle a Jackson toda la historia. Mientras tanto, el almirante vuelve a casa y se enfrenta a Susan, que reprocha a su padre por sacar conclusiones precipitadas, y añade que está pensando en casarse con Rico. Jackson llega a la casa del almirante, acompañado por Wendell, que afirma que todo fue un malentendido y retira los cargos. Jackson revela en privado que Wendell cambió de opinión, para evitar que su esposa se enterara del episodio con Susan. Más tarde, los tres marineros están felizmente unidos a sus amores.

## Reparto
- Jane Powell como Susan Smith
- Tony Martin como contramaestre jefe William F. Clark
- Debbie Reynolds como Carol Pace
- Walter Pidgeon como Contralmirante Daniel Xavier Smith
- Vic Damone como Rico Ferrari
- Gen Raymond como Wendell Craig
- Ann Miller como Ginger
- Russ Tamblyn como Danny Xavier Smith  (la voz cantante fue doblada por Rex Dennis)
- J. Carrol Naish como el Sr. Peroni
- Kay Armen como la Sra. Ottavio Ferrari
- Richard Anderson como el Teniente Jackson
- Jane Darwell como Jenny
- Alan King como el patrullero de la costa
- Henry Slate como el patrullero de la costa.

Notas de reparto:
- Aunque los nombres de George Murphy, Bobby Furgoneta, Jack E. Leonard, Vera-Ellen, y Ann Crowley aparecieron en la publicidad temprana de la película, no aparecieron en ella.[3][6]
- Debido a un escandaloso romance entre Jane Powell y el actor Gene Nelson, se rumoreó que Powell sería reemplazado por la película.[4]
- Jane Powell, Vic Damone y Ann Miller estaban al final o cerca del final de sus contratos con MGM cuando hicieron Todos a Cubierta.

## Canciones
Música de Vincent Youmans, letra como se indica a continuación. 
- "Únete a la Marina" (Leo Robin, Clifford Grey)
- "A veces soy Feliz" (Irving Caesar)
- "Manteniendome para Ti" (Sidney Clare)
- "Ciribiribin'" (Albert Pestalozza)
- "¿Por qué, Oh Por qué?" (Robin, Grey)
- " Sé Que Sabes" (Edward Eliscu, Billy Rose)
- "Más de lo que Sabes" (Robin)
- "Señora Del Bayou" (Robin)
- "Aleluya!" (Robin, Grey)

## Producción
La RKO compró inicialmente los derechos del musical de la película  Todos a Cubierta, de 1930, y luego los vendió a MGM en 1947. La obra de Hubert Osborne   Shore Leave también fue adaptada al cine en varias ocasiones, primero en 1925 por First National Pictures, luego como Follow the Fleet (1936), una película de Fred  Astaire/ Ginger Rogers   con una partitura de Irving Berlín. La trama de Todos a Cubierta de MGM difería de todas las versiones anteriores de la historia.   MGM compró la versión de 1930 de RKO, que no se ha visto públicamente desde entonces.
Los números musicales de Todos a Cubierta fueron puestos en escena por Hermes Pan, más conocido como el coreógrafo de Fred Astaire.

## Recepción
Según los registros de MGM los ingresos iniciales de taquilla de la película fueron de 1.989.000 dólares en los Estados Unidos y el Canadá y de 1.456.000 dólares en otros lugares, lo que dio lugar a un beneficio bruto de 1.145.000 dólares según un presupuesto de producción de aproximadamente 2.300.000 dólares.

## Adaptaciones
El programa de televisión de la NBC Musical Comedy Time presentó escenas de Todos a Cubierta el 11 de diciembre de 1950, interpretadas por John Beal y Jack Gilford.